# خانواده منطقی
در مهندسی کامپیوتر، یک خانواده منطقی ممکن است به یکی از دو مفهوم مرتبط اشاره کند. یکی خانواده منطقی از قطعات مدار مجتمع دیجیتال یکپارچه، گروهی از دروازه‌های منطقی الکترونیکی است که با استفاده از یکی از چندین طراحی‌های مختلف، معمولاً با سطح منطقی سازگار و ویژگی‌های منبع تغذیه در یک خانواده ساخته شده است. «خانواده منطقی» همچنین ممکن است به مجموعه‌ای از تکنیک‌های مورد استفاده برای پیاده‌کردن منطق در مدارهای مجتمع وی‌ال‌اس‌آی مانند پردازنده‌های مرکزی، حافظه‌ها یا سایر کارکردهای پیچیده اشاره کند. 
قبل از استفاده گسترده از مدارهای مجتمع، سیستم‌های مختلف حالت جامد و لامپی مورد استفاده قرار می‌گرفتند، اما این‌ها هرگز به اندازه قطعات مدار مجتمع، استاندارد و قابل اجرا نبودند. متداول‌ترین خانواده منطقی در ادوات نیم‌رسانا مدرن، منطق فلز-اکسید-نیم‌رسانا (MOS) است که به‌دلیل مصرف توان کم، اندازه‌های کوچک ترانزیستور و تراکم ترانزیستور بالا است . 

## فناوری‌ها
فهرست خانواده‌های منطقی اجزای سازنده بسته‌بندی شده را می‌توان به دسته‌هایی تقسیم کرد که در این‌جا به ترتیب تقسیم‌بندی مقدماتی، به همراه اختصارات معمول آن‌ها ذکر شده‌اند: 
- منطق مقاومت-ترانزیستور (RTL) 
  - منطق ترانزیستور با تزویج مستقیم (DCTL)
  - منطق مقاومت-خازن - ترانزیستور (RCTL)
- منطق تزویج امیتری (ECL) 
  - منطق تزویج امیتری مثبت (PECL)
  - ولتاژ پایین پی‌ایی‌سی‌ال (LVPECL)
  - میکرولوژیک ترانزیستور مکمل (CTuL)[۱][۲]
- منطق دیود و ترانزیستور (DTL) 
  - منطق دیود ترانزیستور تکمیل شده (CTDL)
  - منطق آستانه بالا (HTL)
- منطق ترانزیستور-ترانزیستور (TTL)
- منطق فلز-اکسید-نیم‌رسانا (MOS)
  - منطق ماس نوع پی (PMOS)
  - منطق ماس نوع ان (NMOS)
    - منطق ان‌ماس تخلیه بار
    - ان‌ماس با چگالی بالا (  HMOS  )

  - منطق مکمل ماس (CMOS)
  - منطق دوقطبی ماس (BiMOS)
    - دوقطبی سیماس (BiCMOS)
- منطق تزریق یکپارچه (I 2 L)
- منطق شلیک گیرنده و فرستنده (GTL)

## مطالعه بیشتر
- اچ‌پی وستمن (ویرایش) ، داده‌های مرجع برای مهندسان رادیو نسخه 5، هوارد دبلیو سامس و شرکت، ایندیاناپولیس، 1968، بدون ISBN، کتابخانه کنگره کارت 43-14665
- Savard, John J. G. (2018) [2005]. "What Computers Are Made From". quadibloc. Archived from the original on 2018-07-02. Retrieved 2018-07-16.
- Texas Instrument. "Logic Guide" (PDF).